# Sven Erlandsson
Sven Erlandsson (død 1713), adlet Ehrenflycht var en svensk militærchef i den skånske krig og senere embedsmand, og "snaphane" (dansk friskytte)-jæger.  Før den skånske krig blev han opsynsmand på Herrevadskloster, og var hadet af bønderne for sine brutale straffe, og fik derfor tilnavnet "Banketrøje" . På dette tidspunkt herskede der stadig næsten feudale forhold i Skåne og fysisk afstraffelse af hverdagsbønder var almindelig indtil midten af 1800-tallet. Da krigen brød ud, havde de svenske væbnede styrker store problemer med den skånske modstandsbevægelse , og havde brug for en kommandør med lokalkendskab og "hårde klemmer". Sven Erlandsson var den rette person, og blev i 1676 udnævnt til krigskommissær. I sine mindebreve "Promemoria om Snaphanarne" fortæller  han om sine præstationer med at tage livet af skånske modstandsfolk under krigen.
For sin indsats blev Sven Erlandsson i slutningen af 1679 adlet med navnet Ehrenflycht.